# 久米郡 (鳥取縣)
久米郡 為過去曾經存在於伯耆國的郡。已於1896年與河村郡、八橋郡合併為東伯郡。

## 歷史
根據『和名抄』記載，久米郡過去下轄：八代、立縫、山守、大鴨、小鴨、勝部、久米、神代、下神、上神等10鄉。其中八代鄉（位於現在倉吉市內）為過去伯耆國國府、國分寺、國分尼寺所在地。

### 沿革
- 1889年10月1日：實施町村制，久米郡下轄：倉吉町、小鴨村、上小鴨村、北谷村、社村、西志村、福米村、東志村、灘手村、上灘村、南谷村、矢送村、山守村、上北條村、中北條村、下北條村。
- 1896年3月29日：與河村郡、八橋郡合併為東伯郡。